# Baldomero di Lione
Baldomero, o anche Waldimer, Garmier, Germier, Gaumier, Galmier, Geaumier (Ouvacou Auditiac, VII secolo – Lione, 660), venerato come santo dalla Chiesa cattolica, fu suddiacono a Lione. Per la sua estrema umiltà volle restare sempre suddiacono.

## Agiografia
Nacque nel villaggio d'Ouvacou Auditiac, nei pressi di Lugdunum attuale Lione, che allora faceva parte della contea di Forez, già da giovane esercitò il mestiere di fabbro. Visse poveramente, ma la sua attenzione fu sempre verso i poveri che beneficava continuamente. In mancanza di altro a volte donava ad essi anche i suoi attrezzi di lavoro. Era dedito alla preghiera, alla meditazione e alla lettura della Bibbia e la sua frase preferita era: «Sempre grazie a Dio». Aveva un carattere molto allegro e vivace. Un giorno lo volle incontrare l'abate Vivenziolo (che poi diverrà vescovo di Lione), che era andato in visita nel villaggio, attratto dalla fama di santità che già si era sparsa attorno a Baldimero. L'abate volle che andasse a stabilirsi con lui a Lione nel suo monastero di Saint Just e Baldimero lasciò la sua fucina e lo seguì.
Il vescovo Gaudry (Ganderico) lo consacrò suddiacono, nonostante lui non volesse, poiché per estrema umiltà voleva restare l'ultimo dei laici.
Dopo una vita di preghiere, digiuni e sacrifici, morì attorno alla metà del VII secolo, fra il 642 e il 660.

## Culto
Il Martirologio romano fissa la memoria liturgica il 27 febbraio.
Fu seppellito dal vescovo di Lione Vivenziolo II nella chiesa del monastero di Saint-Just. Le sue reliquie furono subito oggetto di grande venerazione da parte del popolo, fino al XVI secolo, quando furono disperse e bruciate dagli Ugonotti. Di esse si è salvato solo un braccio che era stato precedentemente staccato dal corpo e portato nella chiesa di Saint-Galmier, una cittadina nel dipartimento della Loira che porta il suo nome.
Nelle raffigurazioni artistiche Baldomero viene rappresentato in una fucina vestito da fabbro.